# Louvatange
Louvatange ist eine französische Gemeinde mit 110 Einwohnern (Stand 1. Januar 2022) im Département Jura in der Region Bourgogne-Franche-Comté. Sie gehört zum Arrondissement Dole und zum Kanton Authume.

## Geografie
Das Gemeindegebiet wird vom Flüsschen Arne durchquert, das zum Doubs entwässert. Louvatange wird von der Autoroute A36 bzw. Europastraße 60 passiert. Das Gebiet südlich der Autobahn ist bewaldet. Die weiteren Nachbargemeinden sind Romain im Norden, Le Petit-Mercey im Osten, Dampierre und Ranchot im Süden.

## Weblinks

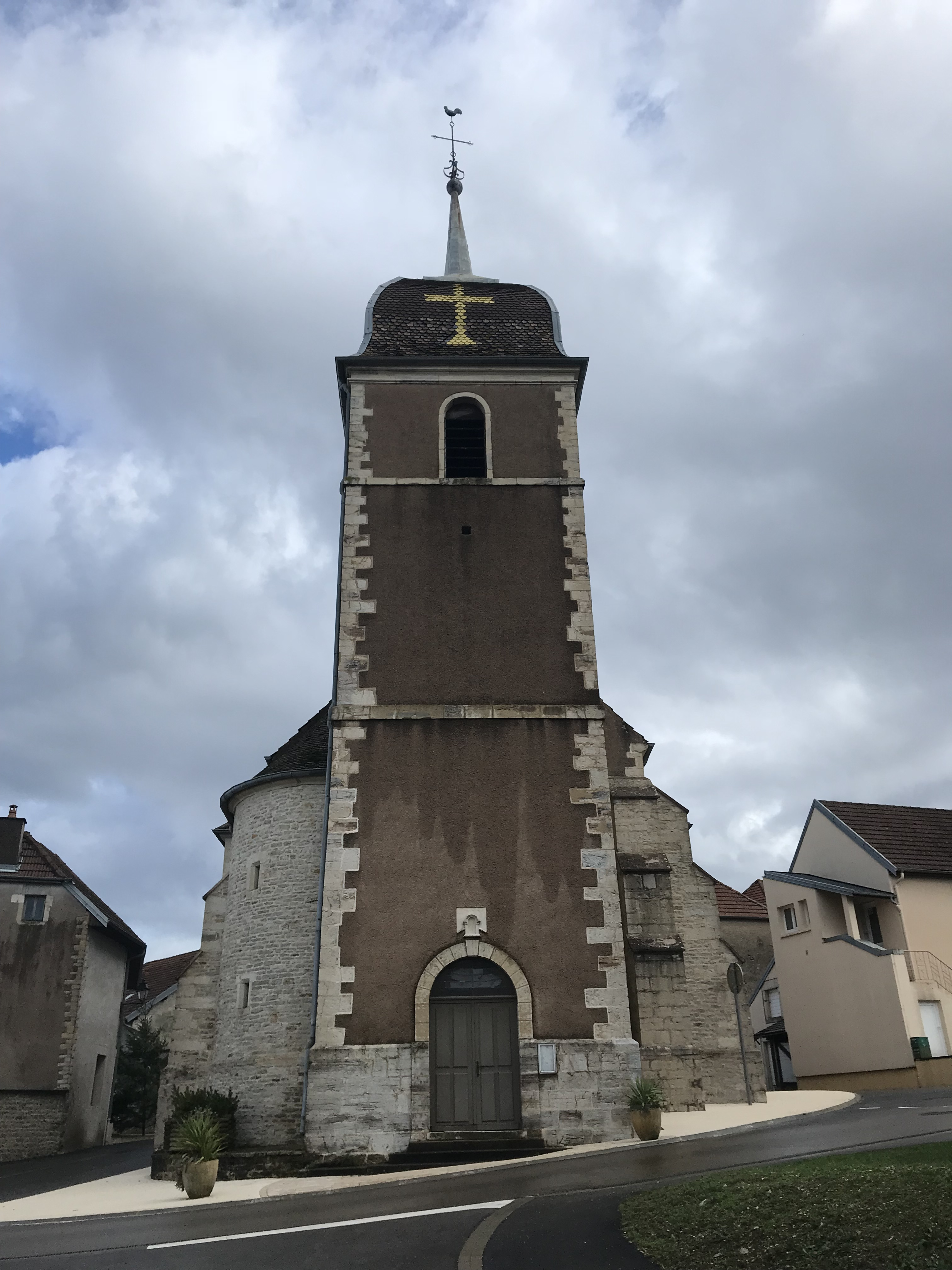
Kirche Saint-Martin

## Bevölkerungsentwicklung
| Jahr                       | 1962 | 1968 | 1975 | 1982 | 1990 | 1999 | 2008 | 2017 |
| -------------------------- | ---- | ---- | ---- | ---- | ---- | ---- | ---- | ---- |
| Einwohner                  | 81   | 77   | 63   | 76   | 70   | 71   | 112  | 97   |
| Quellen: Cassini und INSEE |      |      |      |      |      |      |      |      |